# Каньєштруш
Каньєштруш (порт. Canhestros; МФА: [kɐ.ˈɲeʃ.tɾuʃ]) — парафія в Португалії, у муніципалітеті Феррейра-ду-Алентежу. Розташована в південній частині країни, на теренах історичної португальської провінції Алентежу. Входить до складу округу Бежа. За адміністративним поділом, чинним до 1976 року, терени парафії були складовою провінції Нижнє Алентежу. Належить до Безької діоцезії Католицької церкви. Патрон — Діва Марія. Площа — 71,9226 км². Населення — 444 ос. (2011). Слабо урбанізований регіон. Густота населення — 6,17 осіб/км²
. Код — 020806.

## Населення
| 1991 | 2001 | 2011 |
| 660  | 541  | 444  |